# Підпільні християни

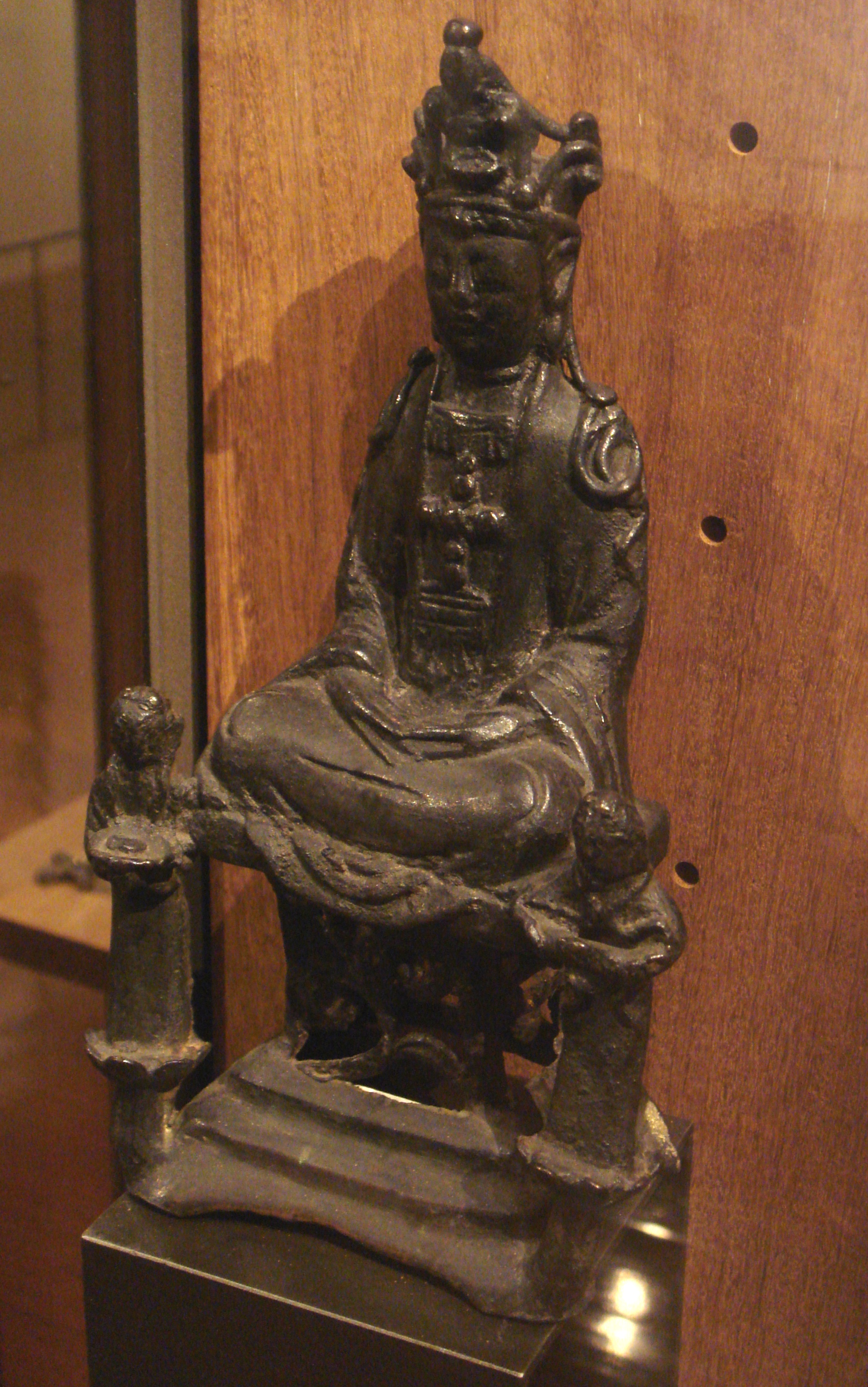
Статуя Діви Марії, виконана у вигляді буддистської бодхісаттви милосердя Авалокітешвари. На грудях зображено хрест (17 століття, Японія, Паризьке товариство закордонних місій).

Підпільні християни (яп. 隠れキリシタン, かくれきりしたん, какуре кірісітан) — японські християни, які таємно зберігали свою віру протягом 17 — 19 століття в Японії, в умовах заборони християнства сьоґунатом Токуґава.

## Короткі відомості
З початку 17 століття християнство в Японії було заборонено сьоґунатом. Влада вигнала з країни все священство і клір. Через масові репресії і страти християн, частина з них перейшла в підпілля. Основними районами проживання цих підпільних християн стали північно-західні райони острова Кюсю, а саме околиці острова Хірадо, захід півострова Нісі-Соноґі, архіпелаг Ґото, а також місцевості Уракамі та Амакуса. Підпільники потайки зберігали свою віру, передаючи її з покоління в покоління, хоча на людях і перед лицем чиновників дотримувались буддизму. Формально, вони були приписані до регіональних буддистських монастирів і щорічно проходили процедуру топтання ікон, проте вдома вшановували Ісуса Христа, Богородицю і святих, статуї яких виготовляли за буддистським каноном. Така практика релігійна спричинила появу християнсько-буддистського синкретизму. Сьоґунат час від часу виявляв підпільні церкви і проводив показові страти, проте викорінити християнство не міг.
Коли в середині 19 століття, заборона на проповідування християнства була скасована, більшість підпільних християн повернулося в лоно Церкви. Проте частина підпільників відмовилась визнавати її авторитет і по-сьогодні проводить власні обряди без священиків. У сучасному релігієзнавстві та антропології цю групу, яка залишається поза Церквою, називають «відокремленими християнами» (ханаре кірісітан). На кінець 20 століття їхня кількість становила 30 000 осіб.